# 카스 앤바

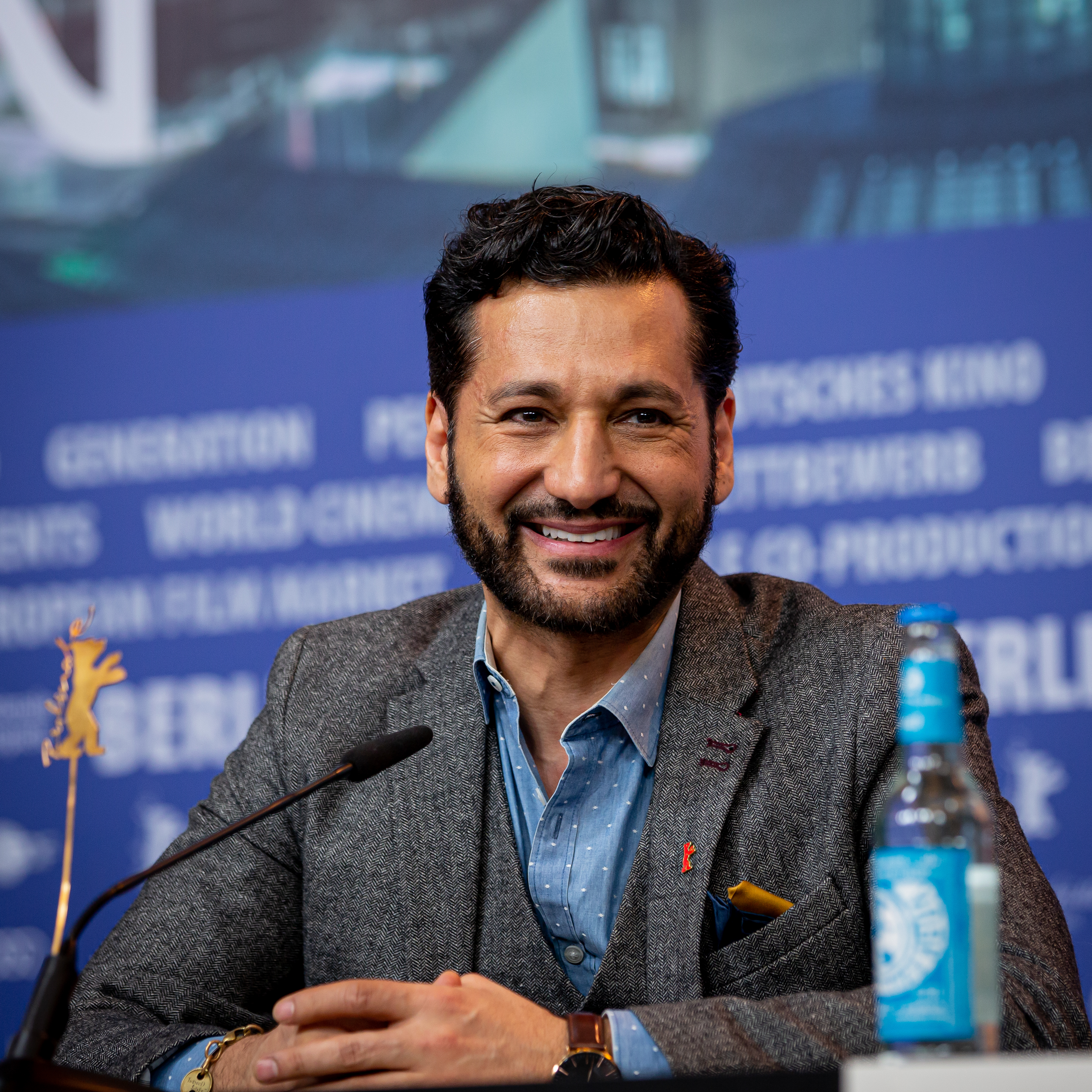

캐스 앤바(Cas Anvar, 2000년 1월 1일 ~ )는 캐나다의 배우, 각본가이다.
리자이나에서 태어났다.

## 출연 작품
- 오퍼레이티브 (2019년) - 파르하르 역
- 더 라이 (2018년) - 샘 역
- 노빌리티 (2015년)
- 미스 인디아 아메리카 (2015년)
- 바티칸 사제들 (2015년)
- 룸 (2015년) - 미탈 박사 역
- 폴 (2014년)
- 다이애나 (2013년) - 도디 파예드 역
- 피터팬 : 전설의 시작 (2011년)
- 더 팩토리 (2011년)
- 소스 코드 (2011년) - 하즈미 역
- 더 팬텀 (2009년)
- 트랜스포머: 패자의 역습 (2009년)
- 퍼니셔 2 (2008년)
- 서브라임 (2007년)
- 터미널 (2004년)
- 섀터드 글래스 (2003년)
- 타임라인 (2003년)
- 속죄 (2002년)
- 게놈 프로젝트 (2000년)
- 회상 (1997년)
- 추적자 (1996년)

### 텔레비전
- 익스팬스
- 네버랜드